# Alexander Wheelock Thayer
Pour les articles homonymes, voir Thayer.
Alexander Wheelock Thayer (Natick, Massachusetts, 22 octobre 1817 – Trieste, Italie, 15 juillet 1897) est un bibliothécaire et journaliste, auteur de la première biographie savante de Ludwig van Beethoven – encore considérée, après de nombreuses mises à jour, comme un ouvrage de référence sur le compositeur.

## Biographie
Pendant l'hiver 1838-39, Thayer est enseignant à la Westfield School de Dedham, Massachusetts.

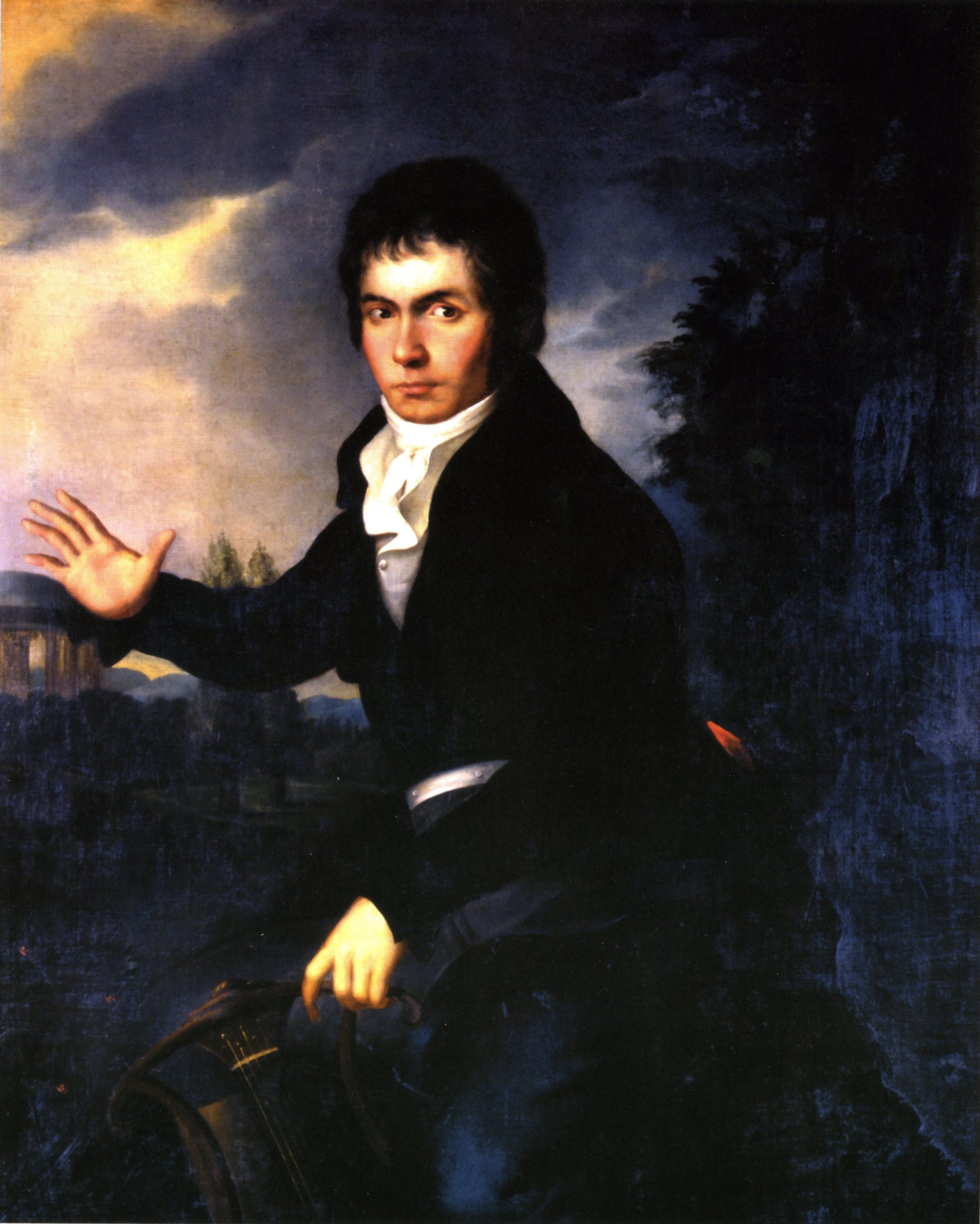
Portrait de Beethoven par Joseph Willibrord Mähler. Cette copie, que possédait Thayer, est aujourd'hui à la New York Public Library.

D'abord bibliothécaire à l'école de droit de Harvard, Thayer prend conscience des nombreuses divergences figurant dans la biographie de Beethoven d'Anton Schindler, parfois copiste de Beethoven, parue pour la première fois en 1840. Le manque de fiabilité et les inventions de Schindler ont plus tard été largement exposés par des chercheurs.
En 1849, Thayer navigue vers l'Europe, afin d'entreprendre ses propres recherches. Il apprend l'allemand et commence la collecte d'informations. Vivant de la rédaction d'articles pour les journaux et après de nombreuses privations, il est finalement nommé consul américain à Trieste, ce qui lui permet de poursuivre ses travaux. La première édition de la biographie, couvrant la vie de Beethoven jusqu'en 1816, est parue entre 1866 et 1879, en allemand et en trois volumes. Le travail est complété par un collègue allemand de Thayer, Hermann Deiters, et après la mort de ce dernier, par Hugo Riemann, qui a travaillé aux volumes posthumes : publiés pour le volume 4 en 1907, et  le volume 5 en 1908, d'après les notes de Thayer et couvrant les années 1817 à la mort de Beethoven, en 1827.
Le travail de Thayer sur Beethoven, a établi un point de référence pour les exigences modernes de précision, de recherche et d'analyse biographique.
En 1865, Thayer écrivait : « Je ne me bats pour aucune théorie et ne chéris aucun préjugé ; mon seul point de vue est la vérité. »
Henry Krehbiel, qui a établi la première édition anglaise de la biographie en 1921, a écrit sur Thayer en 1917 : « Son industrie, son zèle, sa puissance aiguë de l'analyse, sa franchise et sa loyauté ont gagné la confiance de tous ceux avec qui il est entré en contact, sauf les charlatans littéraires, dont il était déterminé à détruire les romans, dans l'intérêt des vérités historiques. »
La plus récente des rééditions anglaise de la biographie a été révisée et éditée par Elliot Forbes.
En 2010, la Beethoven-Haus lui a dédié une exposition, en collaboration avec Luigi Bellofatto.

## Œuvres
- A. W. Thayer, Thayer's Life of Beethoven. (2 vols.) rév. et éd. Elliot Forbes. Princeton University Press.  (ISBN 0-691-09103-X)
- Ludwig van Beethovens Leben. Nach dem Original-Manuskript deutsch bearbeitet von Hermann Deiters. Mit Benutzung der hinterlassenen Materialien des Verfassers neu ergänzt und herausgegeben von Hugo Riemann. 5 volumes. Leipzig, Breitkopf & Härtel 1866–1908
- Signor Masoni and other papers of the late J. Brown. Eine Sammlung musikalischer Novellen. Berlin 1862
- Chronologisches Verzeichnis der Werke Ludwig van Beethoven’s. Berlin 1865
- Ein kritischer Beitrag zur Beethoven-Literatur, vorgelesen im Schillerverein zu Triest. Weber, Berlin 1877
- Salieri: rival of Mozart, éd. par Theodore Albrecht, édition Philharmonia of Greater Kansas City, Kansas City 1989,  (ISBN 0-932845-37-1)

## Sources
- (en) Cet article est partiellement ou en totalité issu de l’article de Wikipédia en anglais intitulé « Alexander Wheelock Thayer » (voir la liste des auteurs).
- Thayer's Life of Beethoven, rév. et éd. Elliot Forbes.
- (en) The New Grove Dictionary of Music and Musicians (édité par Stanley Sadie) : Thayer, Alexander Wheelock, Londres, Macmillan, seconde édition, 29 vols. 2001, 25000 p. (ISBN 9780195170672, lire en ligne)
- Henry N. Claman et Bellofatto, Luigi D., « Vita: Alexander Wheelock Thayer. Brief life of Beethoven's biographer: 1817-1897 », sur Harvard Magazine January–February 2007, Harvard Magazine Inc., 2007 (consulté le 24 décembre 2007)